# بریتیش نایتس
بریتیش نایتس (انگلیسی: British Knights) شرکت تجهیزات ورزشی آمریکایی است، که در سال ۱۹۸۳ تأسیس شد.